# مضيق جولدن جيت

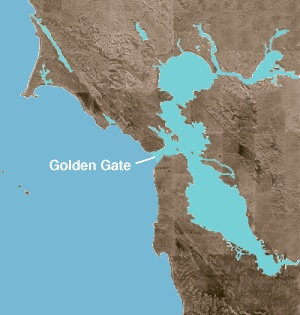
مضيق جولدن جيت

جولدن جيت أو البوابة الذهبية هو مضيق يوجد في أمريكا الشمالية يربط بين خليج سان فرانسيسكو والمحيط الهادي تم بناء جسر البوابة الذهبية فوقه عام 1937.